# Gustav Willhaus
Gustav Willhaus (* 2. September 1910 in Forbach/Lothringen; † 29. März 1945 bei Steinfischbach gefallen) war ein deutscher SS-Obersturmführer und KZ-Kommandant des Zwangsarbeitslagers Lemberg-Janowska.

## Leben
Der Sohn eines Oberkellners trat nach Abschluss der Volksschule eine Lehre als Bauschlosser an. Danach folgte von 1928 bis 1929 ein Auslandsaufenthalt in Frankreich. Willhaus betätigte sich von 1924 bis 1928 in der SA und von 1929 bis 1930 in der HJ. Im Sommer 1932 wurde er Mitglied der NSDAP (Mitgliedsnummer 129.296) und der SS (SS-Nr. 40.675). In einer Straßenschlacht erlitt er beträchtliche Verletzungen, die einen längeren Krankenhausaufenthalt notwendig machten. 1935 wurde Willhaus Vertriebsleiter der nationalsozialistischen Zeitung Westmark. Diese Beschäftigung übte er trotz seiner gravierenden Rechtschreibschwäche aus – in manchen Berichten wird er als „Analphabet“ bezeichnet.
Ab 1940 war er Angehöriger der Waffen-SS. Ab November 1941 war er als Untersturmführer im SS-Hauptamt Verwaltung und Wirtschaft tätig, wurde im März 1942 nach Lemberg versetzt und war zunächst für die Unterbringung der jüdischen Zwangsarbeiter in einem SS-eigenen Betrieb der Deutschen Ausrüstungswerke zuständig. Wenig später schied er dort aus und wurde von Friedrich Katzmann im Juli 1942 als Kommandant des Lagers Lemberg-Janowska eingesetzt, das er bis Juni 1943 leitete. Sein Nachfolger als Lagerkommandant wurde Friedrich Warzok.
Ab dem 19. Juli 1943 war Willhaus einer kroatischen SS-Freiwilligen-Division zugeteilt und später noch bei anderen Einheiten der Waffen-SS eingesetzt. Mitte August 1944 wurde ein gegen ihn eingeleitetes Verfahren wegen Plünderung eingestellt. Im November 1944 wurde er zum SS-Obersturmführer befördert. Im März 1945 wurde er tödlich verwundet.

## Lagerkommandant
Als Lagerkommandant trug Willhaus die Verantwortung für die völlig unzureichenden Zustände im Lager. Unter seiner Aufsicht wurden Zwangsarbeiter selektiert und ermordet. Dabei ließ er morgens „Probeläufe“ durchführen, bei der die Brigaden im Laufschritt die Lagerstraße entlang liefen. Manchmal wurden auf solche Weise 150 Häftlinge selektiert und anschließend umgebracht. Willhaus wird als „ausgesprochener Sadist“ geschildert, der – wie seine Frau Liesel – von der Veranda seiner Dienstwohnung aus Häftlinge erschossen haben soll. Willhaus ließ ferner Kranke auf dem Appellplatz erfrieren oder in Wasserfässer stecken.
„Er tötete Menschen wie ein anderer Häcksel schneidet.“